# 高橋薫
高橋 薫（たかはし かおる、1976年6月24日 - ）は、埼玉県川口市出身の元プロ野球選手（投手）。左投左打。

## 来歴・人物
南稜高校時代は2年生の1993年秋からエースとして活躍、主将を務め打線の中軸も任されていた。埼玉のドクターKと呼ばれ、1994年1月には県選抜チームに入り、春日部共栄高の土肥義弘らとともに台湾遠征に参加している。1994年夏の甲子園県予選では自校初の準決勝進出を果たしたものの、木塚敦志や久保田智を擁する浦和学院に逆転負けを喫する。
卒業後は日本通運に進み、木村一喜とバッテリーを組む。サウスポーから繰り出される140km/h代後半の速球と大きなカーブを武器に活躍。1997年の都市対抗では順調に勝ち進み、決勝で日本生命を相手に先発として起用される。日本生命のエース杉浦正則との投げ合いになるが、初回に福留孝介に先制二塁打を浴びるなど打ち込まれ敗戦、準優勝にとどまった。1999年の都市対抗にも、広田庄司と左腕二本柱を組み出場。しかし1回戦でヤマハに延長12回の末に敗れた。左ひじに不安があったが、シドニー五輪の予選を兼ねた、同年の第20回アジア野球選手権大会日本代表に選出される。決勝リーグ最終戦の対韓国戦では先発の小池秀郎をリリーフして6回に登板するが、外野手のエラーもあり1回を投げて3失点、逆転を許し敗戦投手となった。
同年のドラフト会議では同僚の木村一喜や広田庄司とともに逆指名の権利を行使し、1位指名で千葉ロッテマリーンズに入団。契約金は1億円+出来高払い5,000万円、年俸1,300万円で小宮山悟の背番号だった14を受け継ぐなど、高い期待をされていた。
しかし、入団後は度重なる故障で一軍登板がないまま4年で退団。引退後はロッテの一軍サブマネージャーやマリーンズベースボールアカデミーのコーチを経て、2016年1月よりスカウトに就任。2017年12月より広報に就任した。

## 詳細情報

### 年度別投手成績
- 一軍公式戦出場なし

### 背番号
- 14 （2000年 - 2002年）
- 64 （2003年）